# Ponerorchis joo-iokiana
Ponerorchis joo-iokiana är en orkidéart som först beskrevs av Tomitaro Makino, och fick sitt nu gällande namn av Károly Rezsö Soó von Bere. Ponerorchis joo-iokiana ingår i släktet Ponerorchis och familjen orkidéer. Inga underarter finns listade i Catalogue of Life.